# Sahn
 (mai 2023).
Si vous disposez d'ouvrages ou d'articles de référence ou si vous connaissez des sites web de qualité traitant du thème abordé ici, merci de compléter l'article en donnant les références utiles à sa vérifiabilité et en les liant à la section « Notes et références ».

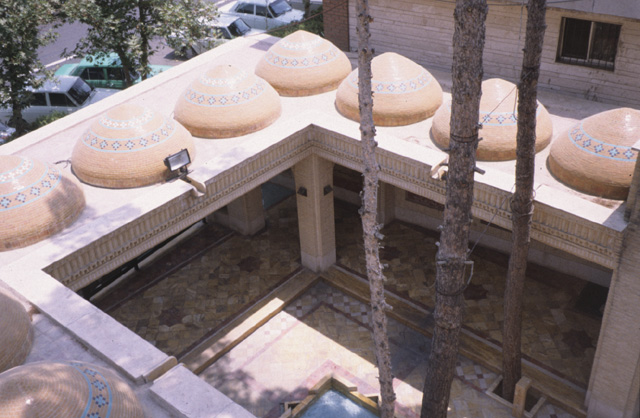
Un simple sahn, avec un howz au milieu. Les arcades sont surmontées de dômes. Cette mosquée est située à Téhéran.

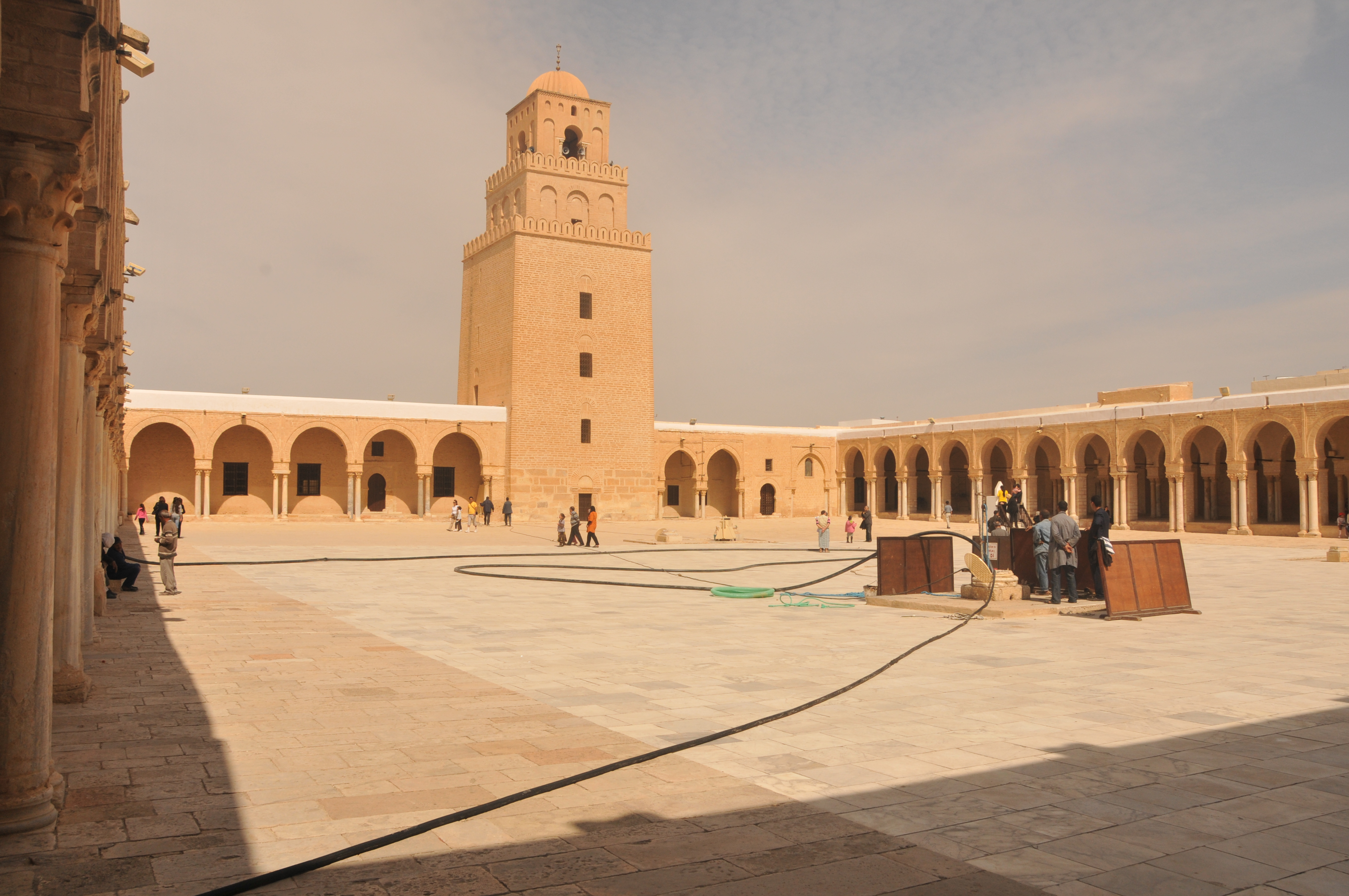
Le sahn dans l'architecture religieuse maghrébine : un grand sahn entouré d'arcades à colonnes jumelées dans la grande mosquée de Kairouan, en Tunisie.

Un sahn, en arabe : صحن, est une cour religieuse dans l'architecture islamique
Pratiquement toutes les mosquées ont un sahn, entouré de tous côtés par des arcades. Dans l'architecture persane, le sahn contient habituellement un howz, un bassin symétrique, où sont effectuées les ablutions. Certains contiennent aussi des fontaines.